# Röderland
Röderland er en kommune i landkreis Elbe-Elster i den tyske delstat Brandenburg.